# Бертьєрит
Бертьєрит — відносно рідкісний мінерал, сульфоарсеніт заліза.

## Загальний опис
Формула: FeSb2S4. Має сталево-сірий колір з металевим блиском, який може бути покритий райдужною мінливістю. Через його вигляд його часто приймають за антимоніт.
Мінерал був знайдений у Франції 1827 року і названий на честь французького хіміка і геолога П'єра Бертьє (1782—1861). Вперше описаний у 1959 році.
Основна діагностична ознака: при плавленні утворює магнітний "корольок".